# Bayonetta
Bayonetta (Japans: |ベヨネッタ, Romaji: Beyonetta) is een computerspel ontwikkeld door PlatinumGames en Nex Entertainment en uitgegeven door Sega voor de Xbox 360, PlayStation 3, PC, PlayStation 4 en Xbox One en door Nintendo voor de Wii U en Switch. Het spel verscheen in Nederland en België op 8 januari 2010 voor de Xbox 360 en de PlayStation 3. De Wii U-versie van de game verscheen op 20 september 2014 in Japan en in oktober 2014 in Europa, Australië en de Verenigde Staten. Een pc-versie van de eerste game in de serie verscheen op 11 april 2017 op gameplatform Steam. De game werd opnieuw uitgebracht op de Nintendo Switch op 16 februari 2018 in Europa, Australië en de Verenigde Staten en op 17 februari 2018 in Japan. In een bundel met de game Vanquish werd Bayonetta op 18 februari 2020 uitgebracht op de Xbox One en PlayStation 4 in Europa, Australië en de Verenigde Staten en op 28 mei 2020 in Japan.
Bayonetta draait om het titelpersonage, de heks Bayonetta, die vuurwapens en magische aanvallen gebruikt om tegen engelachtige vijanden te vechten.

## Gameplay
Bayonetta is een singleplayer-actiespel waarin de speler het spel vanuit het perspectief van een derde persoon bekijkt. Het gevechtssysteem uit de game lijkt erg op dat van de vorige titel van regisseur Hideki Kamiya, Devil May Cry. De speler bestuurt de heks Bayonetta en gebruikt aanvallen voor man-tegen-mangevechten, lange afstandsaanvallen, complexe combo's en verschillende wapens. Speciale commando's en acties worden omgezet in events, finishes, executies en unieke Torture Attacks, waarmee Bayonetta allerlei objecten kan dagvaarden. Hieronder zijn kettingzagen en ijzeren maagden. Bayonetta heeft ook unieke maar beperkte vaardigheden die haar vijanden niet hebben, zoals Witch Time. Witch Time wordt geactiveerd wanneer de speler een aanval op het juiste moment ontwijkt. Heel even vertraagt dit de tijd waardoor Bayonetta enorme hoeveelheden schade kan doen voordat de vijand ook maar kan reageren.
De speler kan dubbele sprongen doen voor extra hoogte, ontwijkende backflips uitvoeren en achtergrondobjecten vernietigen. Het camerastandpunt kan worden gedraaid, vijandelijke doelen kunnen worden vergrendeld en tijdens het spelen kan de speler van wapen wisselen. Met vrij te spelen transformaties kan Bayonetta uitgroeien tot een panter of een andere van het ruime assortiment aan levende wezens die het spel hiervoor bevat. Lolly's kunnen worden gebruikt voor genezing, vullen Bayonetta's magie aan, verhogen haar kracht of maken haar voor een bepaalde tijd onoverwinnelijk. Net als sterven in een level, zorgt het gebruik van lolly's voor een lagere eindscore. Door verschillende onderdelen te vinden, kan de speler nieuwe items creëren. Veel vijanden en objecten laten halo's achter, welke door de speler kunnen worden gebruikt om items, technieken en wapenupgrades vrij te spelen. Bayonetta kan zelfs gebruikmaken van vijandelijke wapens, hetzij voor directe aanval, hetzij voor als rekwisieten voor beweging. Door succesvol een combo uit te voeren of specifieke combinaties van knoppen in te drukken kan Bayonetta ook grote demonische vuisten en voeten oproepen via portalen om grote schade aan haar vijanden aan te brengen. Bayonetta begint het spel met vier pistolen, twee in haar handen en twee aan haar voeten. Door gouden lp's te vinden, waarvan sommige in meerdere stukken, kunnen spelers nieuwe wapens zoals shotguns, een katana of een zweep verdienen. Deze kunnen worden aangepast aan Bayonetta's armen en benen in verschillende combinaties.
De game bestaat uit meerdere hoofdstukken, die elk bestaan uit een aantal verzen. Afhankelijk van de prestaties van de speler, krijgt de speler een medaille voor dit vers: Stone, Bronze, Silver, Gold, Platinum of Pure Platinum. Dit is vergelijkbaar met het ratingsysteem van Viewtiful Joe, een andere serie die door regisseur Hideki Kamiya is bedacht. Later werd dit systeem ook toegepast in The Wonderful 101. Er zijn ook een aantal medailles die worden verdiend buiten de gebaande paden, zoals in speciale gebieden met een reeks uitdagingen. Aan het eind van een hoofdstuk wordt een eindscore en een prijs gegeven, afhankelijk van de medailles die zijn behaald, de punten die in mindering zijn gebracht vanwege het gebruik van bepaalde items en het aantal keer dat de speler stierf in het spel. Deze punten kunnen worden ingewisseld voor items, overige punten brengen halo's voort.
Het spel bevat vijf moeilijkheidsgraden: Very Easy, Easy, Normal, Hard en Non-Stop Infinite Climax. Op Very Easy en Easy is de zogenoemde Very Easy Automatic modus beschikbaar. Deze modus zorgt ervoor dat het spel Bayonetta altijd positioneert om aanvallen effectief uit te voeren. Tevens hoeft de speler maar op één knop te drukken om combo's uit te voeren, behalve wanneer zij naar eigen keuze willen aanvallen. Ook dit is een toegepast element uit een eerder spel van Kamiya, Devil May Cry.

## Synopsis

### Verhaal
Het verhaal van Bayonetta speelt zich af in Vigrid, een fictieve stad in Europa. Het titelpersonage is een heks (ingesproken door Hellena Taylor) die van gedaante kan veranderen, verschillende vuurwapens gebruikt en magische aanvallen uitvoert met haar haar door bijeengeroepen demonen op haar vijanden af te sturen. Zij ontwaakt na een slaap van vijfhonderd jaar in een kist op de bodem van een meer en bevindt zich dan in een voor haar onbekende omgeving. Ze is al haar herinneringen kwijt geraakt en weet niet meer wie of wat zij is. Na verloop van tijd begint ze te herinneren wat de oorzaak van haar huidige situatie is. Vijfhonderd jaar voor het incident dat Bayonetta's geheugenverlies heeft veroorzaakt, waren er twee facties die de balans tussen licht en duisternis in de wereld in stand hielden: de Umbra Witches, volgelingen van de duisternis, en de Lumen Sages, volgelingen van het licht. Deze facties deelden twee schatten, de zogenoemde Eyes of the World, afzonderlijk Left Eye en Right Eye. Deze werden gebruikt om het verstrijken van de tijd te overzien. Beide facties verdwenen op mysterieuze wijze uit Vigrid onder onbekende omstandigheden. Bayonetta heeft nog steeds een sierlijk sieraad die een rode edelsteen bevat. Zij gelooft dat dit het Left Eye of the World is. Tijdens haar zoektocht naar het rechteroog, krijgt Bayonetta vaak flashbacks die haar herinneren aan haar huidige situatie.

### Personages
Een mannelijk personage met de naam Luka (ルカ) (ingesproken door Yuri Lowenthal) heeft Bayonetta als kind ontmoet en is nu een potentiële relatiegenoot voor haar. Onder de andere personages zijn Bayonetta's rivaal en collega-Umbra Witch Jeanne (ジャンヌ Jannu) (ingesproken door Grey DeLisle), die net als Bayonetta vier pistolen bij zich heeft; Rodin (ロダン Rodan) (ingesproken door Dave Fennoy) is de eigenaar van de winkel Gates Of Hell, waar Bayonetta verschillende wapens en items kan kopen; een informant, genaamd Enzo (エンツォ Entso) (ingesproken door Chick Vennera), die eruitziet en klinkt als acteur Joe Pesci en voor de vrolijke noot zorgt; het jonge meisje Cereza (セレッサ Seressa), die Bayonetta al vroeg in het spel tegenkomt; en de belangrijkste antagonist Balder (バルドル Barudoru) (ingesproken door Grant Albrecht).

## Ontvangst
| Beoordeeld door | Platform     | Score         |
| --------------- | ------------ | ------------- |
| GameRankings    | Xbox 360 PS3 | 89,89% 85,62% |
| Metacritic      | Xbox 360 PS3 | 90/100 87/100 |
| 1UP.com         | Xbox 360 PS3 | A A-          |
| Eurogamer       | Xbox 360     | 9/10          |
| Famitsu         | Xbox 360 PS3 | 40/40 38/40   |
| G4              | Xbox 360     | 4/5           |
| Game Informer   | Xbox 360     | 9,0/10        |
| GamesRadar      | Xbox 360     | 10/10         |
| IGN             | Xbox 360 PS3 | 9,6/10 8,2/10 |

Het spel werd zeer goed ontvangen door verschillende recensenten. Het Japanse tijdschrift Famitsu beloonde de Xbox 360-versie van Bayonetta met een perfecte 40/40 score en de versie voor de PlayStation 3 kreeg een iets lagere 38/40. Famitsu stelde dat de PlayStation 3-game van minder visuele kwaliteit was, een lagere beeldfrequentie had en besturingsproblemen had ten opzichte van de versie voor de Xbox 360. Onder de westerse media beloonde Edge de game met een perfecte 10/10 score. Hierbij werd de game geloofd voor zijn makkelijk te leren maar diepgaande gevechtssysteem. Edge beklemtoonde de upgrade van de moeilijkheidsgraad Normal naar Hard als waar Bayonetta in plaats van een goede game een legendarische game wordt. Ook IGN vond de Xbox 360-versie beter dan de versie voor de PlayStation 3. De versies werden beloond met respectievelijk een 9,6 en een 8,2 op een schaal van 1-10. De recensent stelde dat de meeste referenties in de game niet uit Devil May Cry, Ninja Gaiden of God of War komen, maar uit Super Mario Galaxy. Hij voelde dat Bayonetta blijft sleutelen aan het perspectief van de speler en dat gevechten die op straat beginnen hun weg omhoog gaan naar de omringende muren, volgens de recensent net als een Nintendo-game.
Volgens de Japanse verkoopcijfers van Media Create werd Bayonetta in haar Japanse releaseweek 135.242 keer verkocht voor de PlayStation 3 en 64.325 keer verkocht op de Xbox 360. Op 31 maart 2010 was Bayonetta wereldwijd 1,35 miljoen keer verkocht.

## Wii U-versie en vervolg
Op 13 september 2012 werd het vervolg op Bayonetta aangekondigd, Bayonetta 2. Het spel werd exclusief door Nintendo uitgegeven voor de Wii U, en kwam uit op 20 september 2014 in Japan en in oktober 2014 in Europa, Noord-Amerika en Australië. Mensen die Bayonetta 2 kochten kregen een Wii U-versie van het originele spel. De Wii U-versie van Bayonetta kwam niet in losse verkoop. De Wii U-versie van Bayonetta is ontwikkeld door PlatinumGames en is een portering van de Xbox 360-versie. Het spel draait op de Wii U met een beeldfrequentie van 60 beelden per seconde. Speciaal voor de Wii U-game kunnen spelers de game spelen op het aanraakscherm van de Wii U GamePad. Ook zijn er speciale kostuums ontworpen voor Bayonetta. Deze kostuums zijn gebaseerd op bekende series van Nintendo, Super Mario, The Legend of Zelda en Metroid. Tevens kan het spel ook alleen op de GamePad worden gespeeld.